# Eagle Lake (Minnesota)
Eagle Lake és una població dels Estats Units a l'estat de Minnesota. Segons el cens del 2000 tenia 1.787 habitants.

## Demografia
Segons el cens del 2000, Eagle Lake tenia 1.787 habitants, 651 habitatges, i 481 famílies. La densitat de població era de 575 habitants per km².
Dels 651 habitatges en un 45,9% hi vivien nens de menys de 18 anys, en un 58,1% hi vivien parelles casades, en un 11,5% dones solteres, i en un 26% no eren unitats familiars. En el 19,4% dels habitatges hi vivien persones soles el 3,2% de les quals corresponia a persones de 65 anys o més que vivien soles. El nombre mitjà de persones vivint en cada habitatge era de 2,75 i el nombre mitjà de persones que vivien en cada família era de 3,17.
Per edats la població es repartia de la següent manera: un 31,8% tenia menys de 18 anys, un 9,6% entre 18 i 24, un 35,1% entre 25 i 44, un 19% de 45 a 60 i un 4,5% 65 anys o més.
L'edat mediana era de 30 anys. Per cada 100 dones de 18 o més anys hi havia 96,6 homes.
La renda mediana per habitatge era de 46.413 $ i la renda mediana per família de 54.167 $. Els homes tenien una renda mediana de 33.313 $ mentre que les dones 23.520 $. La renda per capita de la població era de 17.574 $. Entorn del 5,1% de les famílies i el 6,9% de la població estaven per davall del llindar de pobresa.

## Poblacions més properes
El següent diagrama mostra les poblacions més properes.